# Загребачки споразум
Загребачки споразум, службено Споразум о прекиду ватре од 29. марта 1994., био је споразум између Републике Српске Крајине и Републике Хрватске потписан 29. марта 1994. године. Споразум је у име српске стране потписао министар одбране адмирал Душан Ракић, а у име хрватске стране шеф Канцеларије за националну сигурност Хрвоје Шаринић.
Споразум је потписан у амбасади Русије у Загребу. Њим је детаљно договорен прекид непријатељстава и обострано повлачење тешког наоружања и војника са ратишта. Тиме је између сукобљених страна створена тампон-зона широка 2 км, а трупе обје стане требале су се повући на одређену удаљеност. Скупштина Републике Српске Крајине је 8. априла ратификовала споразум.

## План споразума
Прекид ватре је требао да се успостави 4. априла. Већ 5. априла цјелокупно тешко наоружање требало је бити повучено 10, односно 20 км од линије додира сукобљених страна. Постојала је могућност да дио тешког наоружања остане у складиштима смјештеним у подручју 20 км од линије додира. До 8. априла требало је обавити повлачење сукобљених снага са линије додира, тј. требале су се повући најмање 1 км на „линију раздвајања”. До 19. априла требало је договорити и даље смањење снага у подручју дубине 10 км од линије додира. У подручју између линија раздвијања требало је под надзором мировних снага спровести обостране уклањање минских поља. Обје сукобљене снаге требале су бити на располагању снагама Уједињених нација, како би се у подручју између линија раздвајања спријечиле криминалне дјелатности и одржао закон и ред. Тако је у то подручју могао ући одређени број припадника Хрватске полиције и Српске милиције, али од наоружања су могли имати само пиштоље, а дјеловати под надзором мировних снага. Српска и хрватска страна требале су успоставити заједничке комисије које су требале радити на успостави нове „линије раздвајања”, а њима би предсједавао представник Унпрофора.

## Спровођење
Предсједник Српске Крајине Милан Мартић је 19. априла донио одлуку о именовању Централне комисије. Предсједник комисије био је генерал-мајор Миле Новаковић, а чланови Небојша Павковић, Лазар Мацура и три замјеника. Два дана послије донесена је одлука о оснивању секторских (Банија, Далмација, Лика, Кордун, западна Славонија, источна Славонија и Барања) и мјесних комисија. На преговорима српске и хрватске стране одржаним 24. априла представници Унпрофора били су углавном задовољни спровођењем споразума. Због осјећаја несигурности који је владао код српских цивила у пограничним подручјима, Влада Српске Крајине је 28. априла донијела одлуку којом је регулисано кретање и боравак „у безбједносној зони према Републици Хрватској”. Кретање тим подручјем било је допуштено крајишким грађанима који су живјела ту, а друге особе су требала имати дозволу Министарства унутрашњих послова Српске Крајине. Уколико би хрватски или страни држављани ушли у зону, требали су бити ухапшени и приведени правосудним органима Српске Крајине. Врховни савјет одбране Српске Крајине на сједници 6. јуна је закључио да је потписивањем споразума добијено на времену за стабилизацију стања, а Хрватска је пристала да продужи мандат мировних снага Уједињених нација.

## Посљедице
Даљи преговори су вођени око привредних питања и нормализације живота, што је исходовало потписивањем Економског споразума 2. децембра 1994. године.